# Stortjärnen (Los socken, Hälsingland, 684381-147094)
Stortjärnen är en sjö i Ljusdals kommun i Hälsingland och ingår i Ljusnans huvudavrinningsområde.